# Arconte polemarco
L’arconte polemarco (in greco antico: ἄρχων πολέμαρχος?, árchon polémarchos; πολέμαρχος è composto da πόλεμος, "guerra", e ἄρχων, "governante", quindi si può tradurre con "comandante della guerra" o "signore della guerra") era uno dei nove arconti eletti annualmente nell'antica Atene.
Il nome indica che la funzione originale dei polemarchi era comandare l'esercito; la carica fu, presumibilmente, creata per subentrare al re in questa funzione. Il comando militare fu, infine, trasferito agli strateghi, ma la data e le fasi del trasferimento non sono chiare.
Prima della battaglia di Maratona (490 a.C.) gli strateghi discussero e votarono la strategia, ma era il polemarco Callimaco di Afidna ad avere il voto decisivo e ad essere il comandante; si disputa però sul fatto che Callimaco fosse il comandante realmente o solo nominalmente. Certamente il polemarco non ebbe più autorità militare dopo il 487-486 a.C., quando gli arconti furono sorteggiati e non si poteva sapere se ogni polemarco sarebbe stato un comandante competente.
Successivamente le funzioni del polemarco divennero giuridiche. Nel IV secolo a.C. si occupava di processi delle famiglie metece, eredità, cause dello stato e dell'assegnazione ai giudigi delle tribù di altri provvedimenti riguardanti i meteci; è probabile che, precedentemente, le sue responsabilità nelle cause coinvolgenti gli stranieri fossero maggiori. Dirigeva, inoltre, alcuni sacrifici e organizzava le cerimonie funebri per gli uomini uccisi in guerra.

## Funzioni
L'arconte polemarco, dopo il 487/486 a.C., aveva funzioni religiose e legali.
- Incarichi amministrativi - Il polemarco aveva cura dei figli dei caduti in guerra; esercitava una sorveglianza sui familiari dei meteci.
- Incarichi sacrali. - Ordinava i giochi funebri in onore dei caduti in guerra e faceva dei sacrifici per loro e per Armodio e Aristogitone; sacrificava anche ad alcune divinità della guerra.
- Incarichi giuridici - Nel foro del polemarco s'iniziavano le cause in cui fosse presente un meteco, un ἰσοπελής, un πρόξρνος.[3]